# Real Cruz Roja
La Real Cruz Roja es una condecoración militar, concedida en el Reino Unido y la Mancomunidad Británica, por servicios excepcionales en la profesión de enfermería militar. Fue establecida el 27 de abril de 1883 por la Reina Victoria, con una sola clase, la de «Miembro». Una segunda clase e inferior, la de «Asociado», fue añadida durante la Primera Guerra Mundial en 1917.
El premio se otorga a un enfermero totalmente entrenado, de un servicio de enfermería oficialmente reconocido, que ha mostrado devoción excepcional y competencia en el cumplimiento de su deber, durante un período continuo y largo o a quien ha realizado algún acto muy excepcional de valor y devoción en el cumplimiento de su deber. Esta condecoración, tenía la distinción de ser conferida exclusivamente a mujeres hasta 1976. Es conferida a miembros del servicio de enfermería, independientemente de su rango. Los titulares de la segunda clase son promovidos a primera clase, en una segunda premiación.
A los receptores de la Real Cruz Roja, se les da el derecho de usar las letras postnominales «RRC» o «ARRC» para Miembros y Asociados respectivamente.

## Descripción
- La credencial para RRC es en forma de una cruz dorada, de 1'375 pulgadas de ancho, con el anverso esmaltado en rojo, con un medallón circular (que ahora lleva una efigie del monarca actual) en su centro. Las palabras «Fe», «Esperanza» y «Caridad», están inscritas en los brazos superiores de la cruz, con el año «1883» en el brazo inferior. El revés es sencillo, excepto or un medallón circular, que lleva el monograma del monarca actual.

- La credencial para ARRC es en forma de una cruz de plateada, de 1'375 pulgadas de ancho, con el anverso esmaltado en rojo, con amplios bordes de plata alrededor del esmalte, con un medallón circular (que ahora lleva una efigie del monarca actual) en su centro. El revés tiene un medallón circular, que lleva el monograma del monarca actual, así como las palabras «Fe», «Esperanza» y «Caridad», inscrito sobre los brazos superiores de la cruz, con el año «1883» en el brazo inferior.

- La cinta para ambos grados es azul oscura con rayas carmesí en el borde.

- Para reconocer la devoción más allá de lo excepcional y la competencia en el cumplimiento del deber, en la profesión de enfermería o algún acto muy excepcional de valor y devoción durante el cumplimiento del deber, puede concederse una barra a un receptor del RRC. La barra es unida a la cruz y está hecha de esmalte rojo. Un rosetón es llevado sobre la cinta, para denotar una barra en el RRC.

Entre las receptoras de la condecoración se encuentran:
- Florence Nightingale

- Janet Wells

- Alicia de Battenberg